# کریم کدور
کریم کدور (انگلیسی: Karim Kaddour؛ زادهٔ ۶ ژوئن ۱۹۸۳) بازیکن فوتبال اهل فرانسه است.
از باشگاه‌هایی که در آن بازی کرده‌است می‌توان به باشگاه فوتبال لو مان اشاره کرد.